# パーヴェル・ヤーコヴレフ
パーヴェル・ウラディーミロヴィチ・ヤーコヴレフ（ロシア語: Па́вел Влади́мирович Я́ковлев, ラテン文字表記: Pavel Vladimirovich Yakovlev, 1991年4月7日 - ）は、ロシア・モスクワ州リュベルツィ出身のサッカー選手。クリリヤ・ソヴェトフ・サマーラ所属。ポジションはFW（主に左ウィング）。

## 経歴

### 初期の経歴
1991年、モスクワ州のリュベルツィで生まれ、地元のスポーツ・アカデミーのズヴェズダにてサッカーを始める。アカデミー在籍時にサトゥルン・ラメンスコーエとFCスパルタク・モスクワのユーススカウト陣から関心を引いた。

### スパルタク・モスクワ

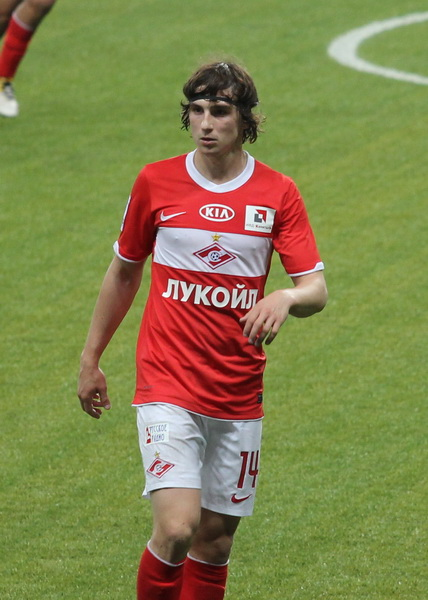
スパルタクでのヤコヴレフ

2007年、スパルタク・モスクワのユースに入団し、ユースの監督を務めているアレクサンドル・ピスカリョフの下で指導を受けた。2009年、スパルタク監督のヴァレリー・カルピンから才能を認められ、オーストリア合宿に参加をした。6月13日、第12節FCヒムキ戦の後半76分にアルテム・ジューバとの交代でプレミアリーグデビューを果たした。その後、リーグ戦やカップ戦では主に途中出場をした。第17節のスパルタク・ナリチク戦ではスタメンに名を連ねフル出場をした。8月16日、第18節のFCモスクワ戦にもスタメンで出場。この試合の前半ロスタイムに、センターサークルから上げられたロングボールをペナルティエリア付近でトラップをした。ボールは近くにいたウェリトンの方に向かって落ちた（ボールはヤコヴレフとウェリトンの中間に落ちた）。ヤコヴレフは直ぐにボールの所へ向かったが、ウェリトンがボールを受けた。相手DFはヤコヴレフの動きにつられウェリトンが持つボールの方へと動き出しマークを一瞬外した。その隙にDFの裏に回ったヤコヴレフにウェリトンはすかさずパスを出し、パスを受けたヤコヴレフは角度の無いところから左足で強烈なシュートを放ち、リーグ戦初、そしてスパルタク初のゴールを決めた。試合後のインタビューでは、幼少期にスパルタクのファンであった事を明かし、ボールがネットに吸い込まれる時には、言葉では言い表せないほどの気持ちを経験したと語った。2009年シーズンは14試合に出場し4得点を記録した。しかし2010年は6試合に出場し無得点の不調に陥った。
怪我
2009年9月27日、第23節のFCトム・トムスク戦、前半36分に相手DFのヴィクトル・ストロイェフにスライディングをされ、避けようとした時に足を踏んだ。ストロイェフは40分に負傷交代をした。試合後にヤコヴレフは謝罪をした。後日、脛骨骨折をした事が判明し回復には数ヶ月を要すると報じられた。その後ヤコヴレフは病院へ見舞いに行った。ストロイェフは2010年3月26日、1987年生以降の選手に出場資格が与えられるユース選手権に出場。4月10日プレミアリーグ第5節のFCディナモ・モスクワ戦では後半89分に出場し半年振りとなる復帰をした。

### クリリヤ・ソヴェトフ
2010年8月20日、経験を積むため、積ませるためにクリリヤ・ソヴェトフ・サマーラにレンタル移籍をした。2010年9月20日、第20節のスパルタク・ナリチク戦（2-0）で移籍後初の得点を決めた。第25節のFCロストフ戦では前半に同点とされたが、後半26分に得点を決め貴重な勝ち点3を手にした。クリリヤでは12試合に出場し4得点をマークしてクラブの残留に貢献をした。2010年のシーズン終了後、ファンが選ぶ最高の選手に選ばれ、リーグでは年間最優秀若手選手賞にも選ばれた。

### 2011-12シーズン
2011年はスパルタクに戻った。2月17日UEFAヨーロッパリーグ、ラウンド32のFCバーゼル戦で後半85分にエフゲニー・マケエフとの交代でピッチに入り欧州カップ戦初出場をした。途中出場が主であったが5試合に出場をした。
2011年3月にはロシア・プレミアリーグ2011-12が開幕をしたが、スパルタクは開幕戦から躓いた。何試合かの停滞後、徐々にではあるが回復していった。しかし例年の強さには程遠く、ヤコヴレフ自身も乗れなかった。6月10日第12節のFCルビン・カザンとの試合（0-0）では前後半ともにほとんど目立たず、後半の88分に訪れたチャンスも逃した事が影響したのか、championat.ruの採点はチーム内で最下位の5.0をつけられた。
クリリヤ・ソヴェトフへのレンタル移籍
2011年7月14日、クリリヤ・ソヴェトフに再びレンタル移籍をした。8月20日、第21節のFCゼニト・サンクトペテルブルク戦では2得点を挙げる活躍をしたがチームは5得点を許し惨敗。ヤコヴレフも76分にPKを与え得点を許した。試合後のインタビューでは、ハットトリックを達成したかったと個人の思いを口にしたが、それよりも重要なのはチームの結果だと語った。9月11日、第23節のFCトム・トムスク戦(2-0)では前半8分にセルゲイ・コルニレンコのクリリヤ移籍後初の得点をアシストし、前半のロスタイムには自身も得点を決める活躍でチームを勝利に導いた。

## 代表
2009年9月5日、UEFA U-21欧州選手権2011予選のラトビア戦に招集され出場をした。試合はU-21ロシア代表が4-0で勝ちヤコヴレフ自身も1得点を挙げた。

## 個人成績
| クラブ               | シーズン | 国内リーグ | 国内リーグ | 国内カップ | 国内カップ | 欧州カップ | 欧州カップ | 通算 | 通算 |
| クラブ               | シーズン | 出場       | 得点       | 出場       | 得点       | 出場       | 得点       | 出場 | 得点 |
| -------------------- | -------- | ---------- | ---------- | ---------- | ---------- | ---------- | ---------- | ---- | ---- |
| スパルタク・モスクワ | 2009     | 14         | 4          | 2          | 0          | –          | –          | 16   | 4    |
| スパルタク・モスクワ | 2010     | 6          | 0          | 1          | 0          | 0          | 0          | 7    | 0    |
| スパルタク・モスクワ | 2011-12  | 10         | 1          | 2          | 1          | 5          | 0          | 17   | 2    |
| スパルタク・モスクワ | 2012-13  | 16         | 2          | 1          | 0          | 0          | 0          | 17   | 2    |
| スパルタク・モスクワ | 2013-14  | 22         | 3          | 1          | 0          | 2          | 0          | 25   | 3    |
| スパルタク・モスクワ | 2014-15  | 8          | 0          | 1          | 1          | –          | –          | 9    | 1    |
| スパルタク・モスクワ | 通算     | 76         | 10         | 8          | 2          | 7          | 0          | 91   | 12   |
| クリリヤ・ソヴェトフ | 2010     | 12         | 4          | 0          | 0          | –          | –          | 12   | 4    |
| クリリヤ・ソヴェトフ | 2011-12  | 24         | 5          | 0          | 0          | –          | –          | 24   | 5    |
| クリリヤ・ソヴェトフ | 2015-16  | 12         | 1          | 2          | 0          | 0          | 0          | 14   | 1    |
| クリリヤ・ソヴェトフ | 通算     | 48         | 10         | 2          | 0          | –          | –          | 50   | 10   |
| モルドヴィア         | 2014-15  | 11         | 0          | 0          | 0          | –          | –          | 0    | 0    |
| モルドヴィア         | 通算     | 11         | 0          | 0          | 0          | –          | –          | 11   | 0    |
| FCアンジ・マハチカラ | 2016-17  | 1          | 0          | 0          | 0          | 0          | 0          | 1    | 0    |
| FCアンジ・マハチカラ | 通算     | 1          | 0          | 0          | 0          | 0          | 0          | 1    | 0    |
| 総通算               | 総通算   | 134        | 20         | 10         | 2          | 7          | 0          | 151  | 22   |

## タイトル

### 個人
- ロシア年間最優秀若手選手賞：2010年